# Uatucarbau
Uatucarbau ist ein osttimoresischer Ort im Suco Irabin de Baixo. Uatucarbau ist das Verwaltungszentrum des Verwaltungsamts Uatucarbau (Gemeinde Viqueque).

## Geographie
Uatucarbau liegt an der südlichen Küstenstraße, eine der wichtigsten Verkehrswege des Landes. Das Verwaltungszentrum besteht das aus mehreren Ortsteilen. Dies sind Irabin Letere (Irabin Letarea), Taradai (Taradae), Beturia (Betoria), Maraussa (Maka Ussa), Uatodere und Cailorodi. Uatucarbau verfügt über zwei Grundschulen (eine davon die Escola Primaria Irabin), eine präsekundäre Schule, ein kommunales Gesundheitszentrum, eine Polizeistation und einen Hubschrauberlandeplatz.

## Söhne und Töchter
- Hernâni Coelho (* 1964), Politiker